# Gomphocarpus praticola
Gomphocarpus praticola là một loài thực vật có hoa trong họ La bố ma. Loài này được (S.Moore) Goyder & Nicholas mô tả khoa học đầu tiên năm 2001.